# Creobroter

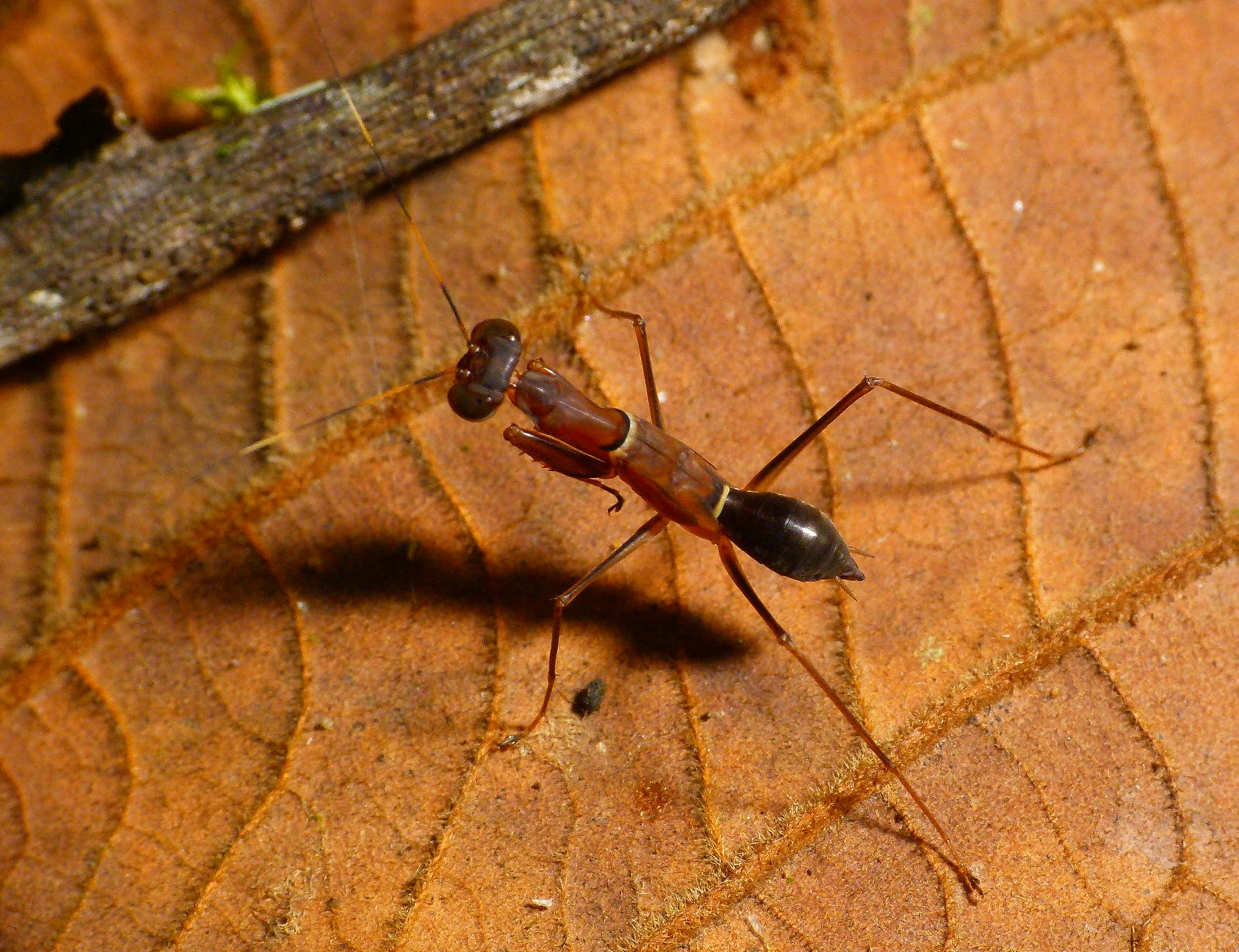
Ninfa mímica de una hormiga

Creobroter es un género de mantis de la familia Hymenopodidae. Se encuentran en Asia. Los machos miden de 3 a 4 cm de longitud y las hembras, 4 a 5 cm.
Muchas especies son mímicas de las flores, lo que les permite ocultarse de sus presas. Las ninfas de estadios tempranos de algunas especies son mímicas de hormigas.

## Especies
Tiene 21 especies:
- Creobroter apicalis
- Creobroter celebensis
- Creobroter discifera
- Creobroter elongata
- Creobroter episcopalis
- Creobroter fasciatus
- Creobroter fuscoareata
- Creobroter gemmatus
- Creobroter granulicollis
- Creobroter insolitus
- Creobroter jiangxiensis
- Creobroter labuanae
- Creobroter laevicollis
- Creobroter medanus
- Creobroter meleagris
- Creobroter nebulosa
- Creobroter pictipennis
- Creobroter signifer
- Creobroter sumatranus
- Creobroter urbana
- Creobroter vitripennis